# Palacio Anjos

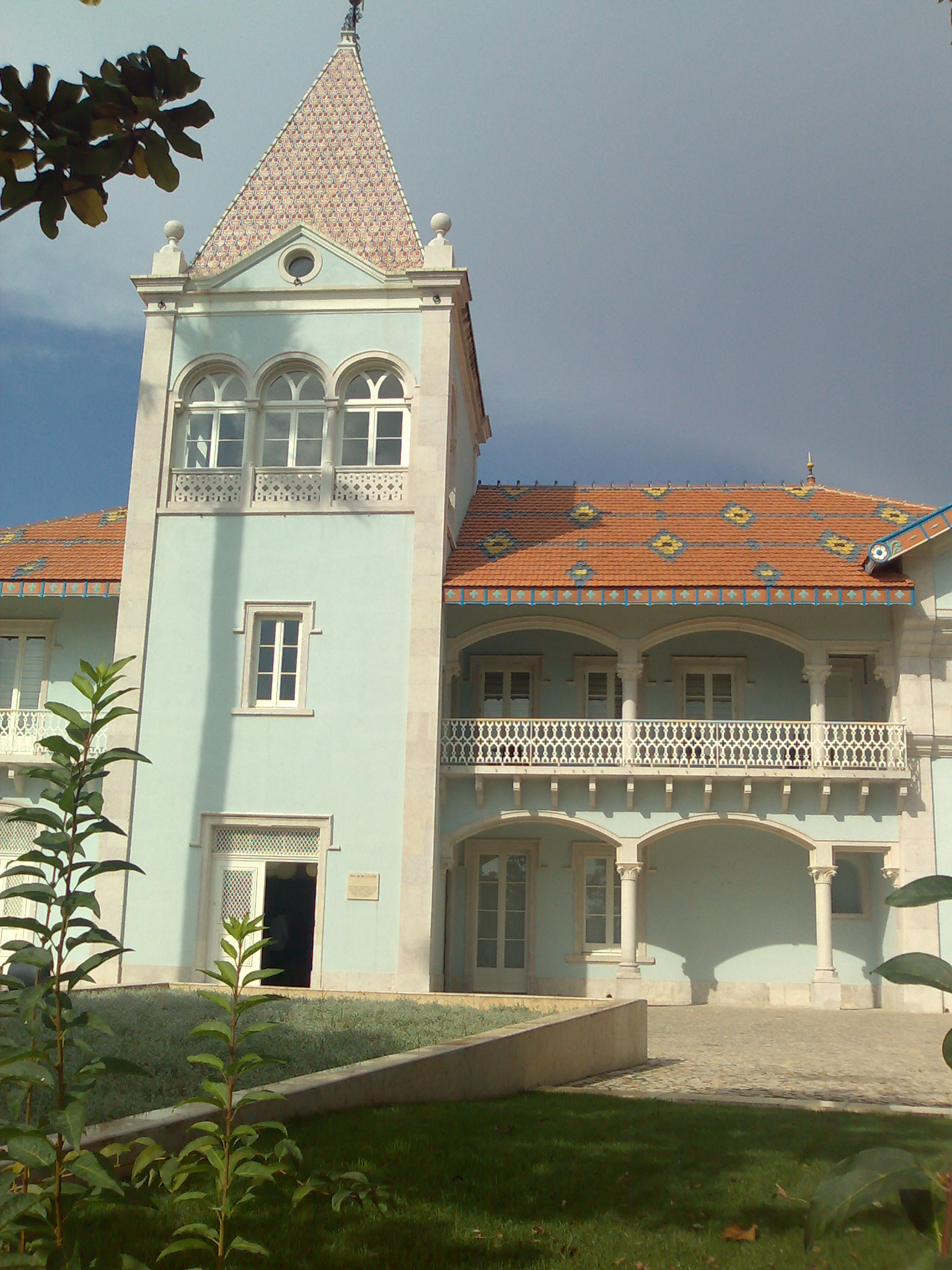
Palacio Anjos

El Palacio Anjos está situado en la parte baja de Algés, concejo de Oeiras. Originalmente una casa de veraneo de Policarpo Anjos, construida en el siglo XIX, fue recientemente recuperado y abierto al público, así como el jardín que lo rodea.
Es sede del Centro de Arte - Colección Manuel de Brito desde el 29 de noviembre de 2006. Esta colección tiene importantes obras portuguesas de arte contemporáneo, que fueron coleccionadas por la familia de Manuel de Brito.

## Galería de imágenes

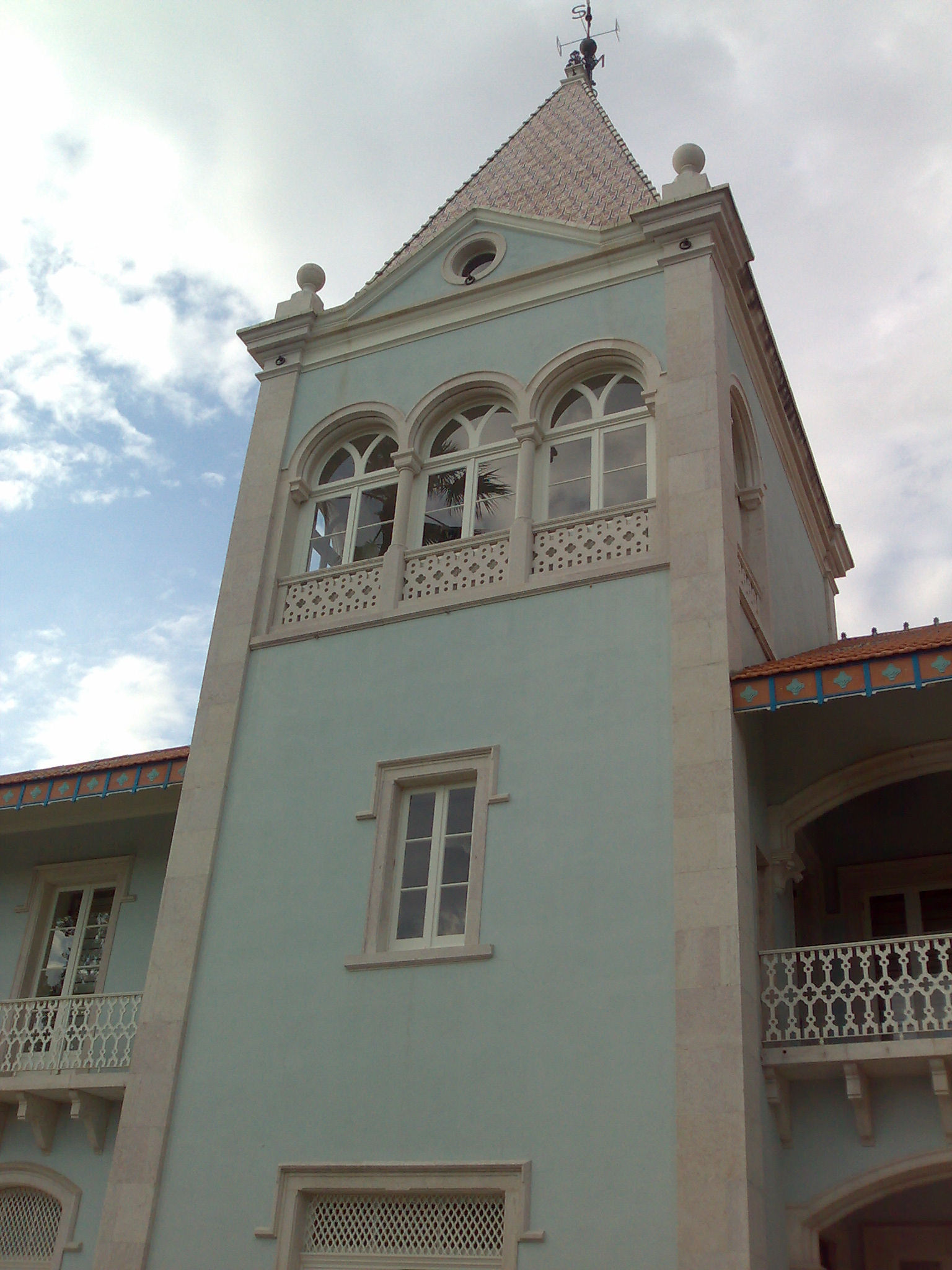
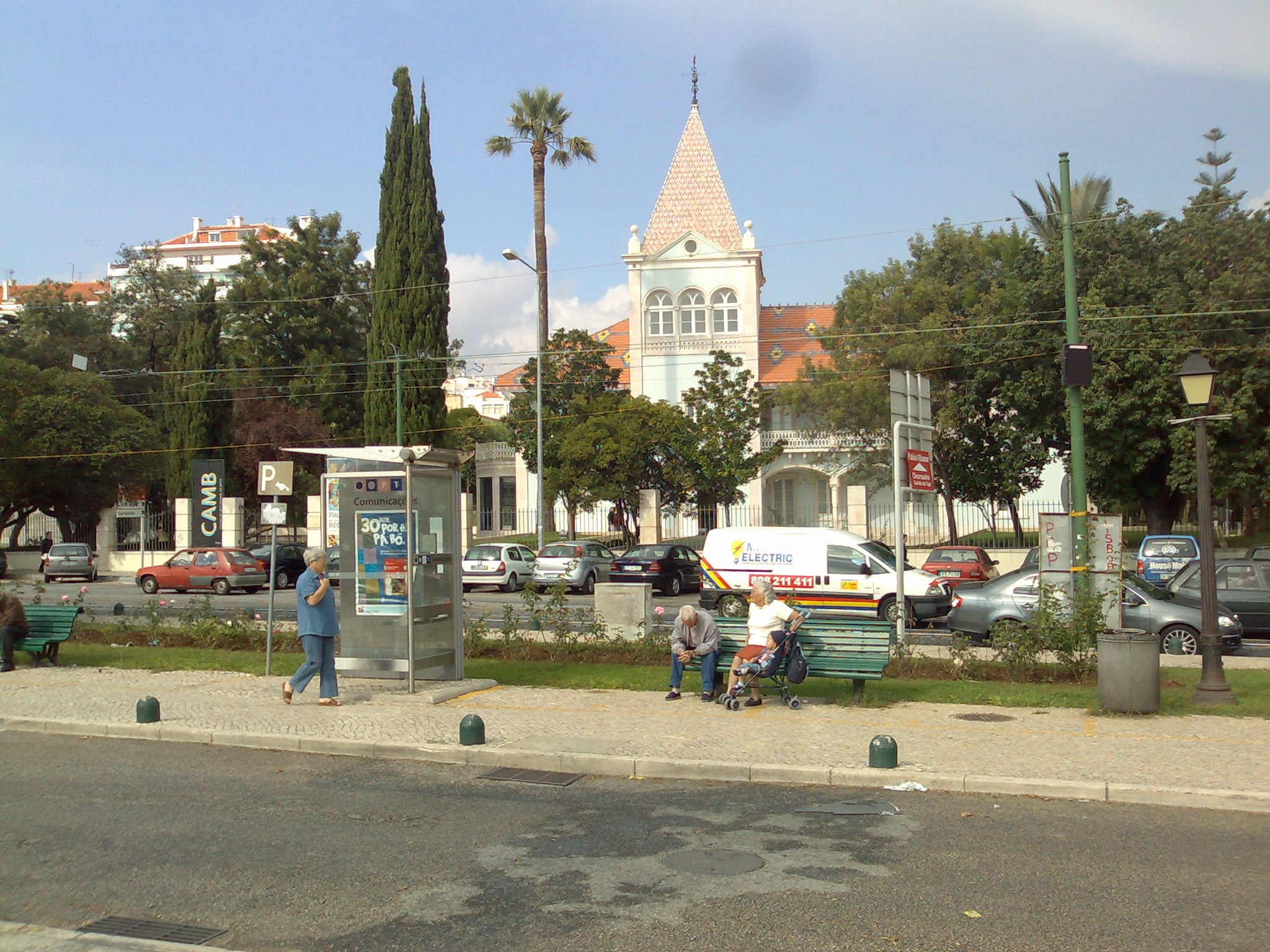